# Tumaco
Tumaco – miasto w południowo-zachodniej Kolumbii, nad Oceanem Spokojnym w departamencie Nariño, na wyspie w zatoce Tumaco.

## Mieszkańcy
W 1985 roku ludność miasta liczyła około 94 tysięcy osób.
Miasto jest dużym portem morskim i lotniczym, ośrodkiem handlowym regionu rolniczego oraz przemysłu włókienniczego i spożywczego. Duża część jego społeczeństwa utrzymuje się też z rybołówstwa.

## Historia
W 1947 roku Tumaco zostało zniszczone wskutek pożaru.